# Симон, Франсуа Антуан
Франсуа Антуан Симон (фр. François Antoine Simon; 10 октября 1843, Ле-Ке, Гаити, — 10 марта 1923, Ле-Ке, Гаити) — президент Гаити в 1908—1911 годах. Возбудил восстание против власти Пьера Нора Алексиса и заменил последнего на посту главы государства. Принадлежал к Либеральной партии.

## Жизнь до президентства

#### Ранняя жизнь
Франсуа Антуан Симон родился в Ле-Ке в 1843 году в семье Петиона Симона, солдата республиканской армии. Ее дед, Констан Симон, женился на Мэр-Ноэль Лувертюр, родной дочери героя независимости Гаити Туссена Лувертюра. 

#### Военная карьера
Как и все члены его семьи, Симон вступил в армию и сделал военную карьеру, а также принял участие в гражданской войне против диктатора Сильвена Сальнава в 1867 году. Позже он женился на Урани Аделаиде Ментор, от которой у него было 8 детей.
Симон поступил на службу в муниципальную полицию, затем поступил на службу в Национальную армию Гаити в качестве офицера, а в 1883 году получил звание командующего войсками Южного департамента. Вскоре после этого он продолжил работу адъютантом при Тирезьясе Симоне Сане, который повысил его до звания полковника, а затем генерала. 

#### Переворот
После переворота в 1902 году, в результате которого, к власти пришёл внук Анри Кристофа Пьер Нор Алексис, Симон продолжал быть аполитичным и продолжал командовать войсками Южного департамента.
В ноябре 1908 года Симон был обвинён в том, что был лидером повстанцев против режима Алексиса. Он был уволен со своего поста, и затем решил двинуться на Порт-о-Пренс, таким образом вызвав восстание.

## Президентство

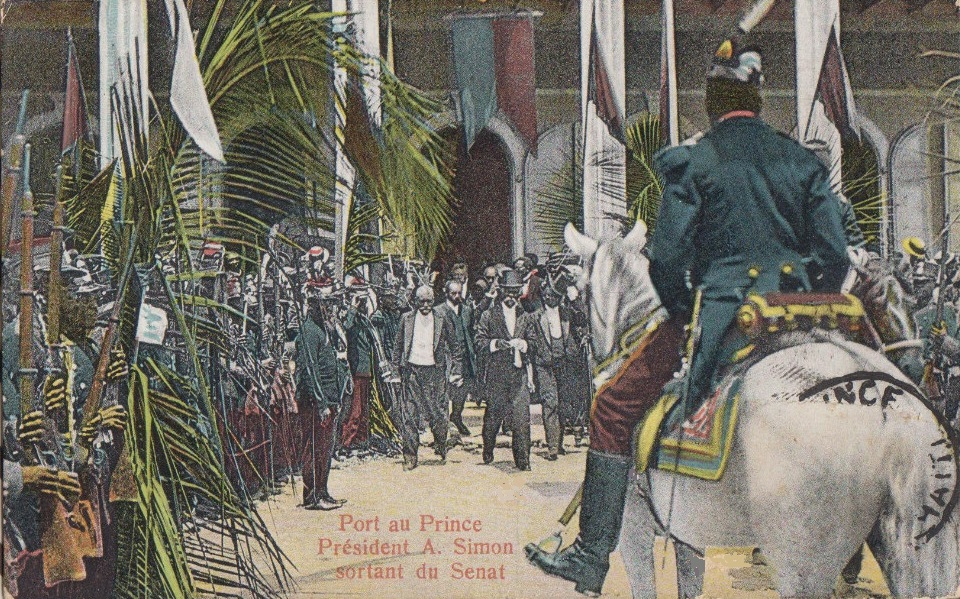
Инаугурация А. Симона, 1908 г.

6 декабря 1908 года после свержения Алексиса было создано временное правительство. 16 декабря Симон был избран президентом Гаити и 17 декабря инвестировал на семилетний срок, который должен был закончиться 15 мая 1915 года.
Антуан Симон был плохо образован, однако его необразованность не мешала ему подниматься на все более и более высокие должности, от начальника сельского отдела до президента Гаити. При его правительстве город Порт-о-Пренс был освещен электричеством и началось бетонирование его улиц.
С 1908 года американские компании вели переговоры о непомерных концессиях на строительство железных дорог и развитие банановых плантаций путем экспроприации крестьян. В 1910 году американский банк «National City» купил крупную долю в Национальном банке Республики Гаити, центральном банке, который был одновременно и казначеем страны, и обладателем монополии на выпуск банкнот. Европейцы беспокоили Соединенные Штаты, так как сообщество немецкого происхождения обладало на Гаити преобладающей экономической властью. Большая часть морской торговли принадлежала немцам, которые часто вступали в союз с богатыми местными семьями мулатов.
Одним из первых его политических решений было введение политики умиротворения, что позволило многим гаитянам вернуться на родину. Симон пытался постоянно совершенствовать сельскохозяйственное производство. Он также намеревался построить общенациональную сеть дорог. Для достижения этой и других целей необходимо было заключение соответствующих соглашений с американскими компаниями. Впрочем, эти контракты были плохо подготовлены, что вызвало критику со стороны оппонентов президента. С другой стороны, заключенные контракты помогли электрифицировать улицы Порт-о-Пренса.
Чтобы поддержать американские банановые плантации, гаитянские компании были обложены значительными налогами, что привело к восстанию мелких землевладельцев на севере страны. 

## Свержение

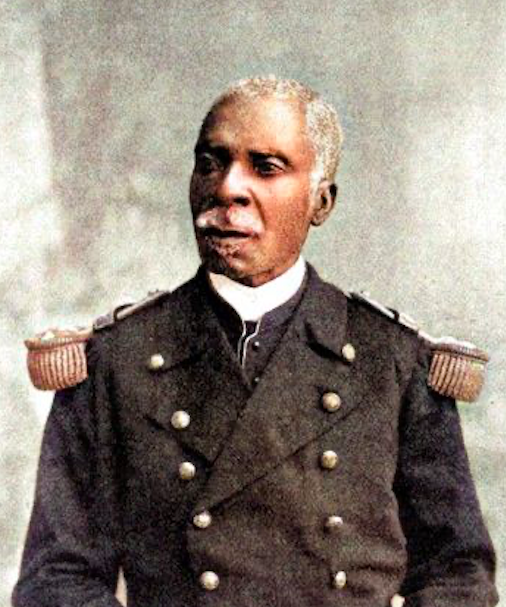
Франсуа Антуан Симон, президент Гаити (1908—1911).

Синсиннатюс Леконт, правнук императора Жака I, возглавил крестьянское восстание и сверг Антуана Симона. После этого, Симон отправляется в изгнание на Ямайку, где будет несколько лет. Однако, Симон вернулся на Гаити и умер в 1923 году. 